# Harold Lowe

Dos botes salvavidas del RMS Titanic fotografiados desde el RMS Carpathia, el de la derecha, con mástil es el capitaneado por el oficial Lowe.

Harold Godfrey Lowe (Conwy, Gales, Reino Unido, 21 de noviembre de 1882-12 de mayo de 1944) fue un comandante y capitán de fragata británico y el quinto oficial del RMS Titanic.

## Primeros años
Harold Lowe nació en Eglwys Rhos, Caernarfornshire, Gales del Norte, Reino Unido en 1882 siendo el cuarto de ocho hermanos. A sus 14 años se escapó de casa para hacerse a la mar. El joven Lowe comenzó su carrera en el mar a bordo de barcos costeros galeses, trabajando para obtener certificaciones. En 1906, Lowe logró su certificación y consiguió su certificado de segundo oficial para luego en 1908 obtener su certificado de primer oficial. Por esos tiempos, Lowe comenzó a trabajar con la White Star Line y en 1911 ya había obtenido su certificado de capitán y en sus propias palabras dijo "la experiencia con cualquier barco a flote es gratificante -con todas las clases de barcos a flote- desde las pequeñas embarcaciones hasta los barcos a vapor y todas las clases de barcos". Luego, sirvió como tercer oficial a bordo del barco Belgic de la White Star y del Tropic antes de ser transferido al Titanic como quinto oficial en 1912. A pesar de sus muchos años en el mar, el viaje inaugural del Titanic iba a ser su primer viaje trasatlántico. Como los otros oficiales subalternos, Lowe se presentó en las oficinas de Liverpool de la White Star a las nueve en punto en la mañana del 26 de marzo de 1912 y viajó a Belfast para abordar al Titanic, el día siguiente. El día de zarpar (10 de abril) Lowe asistió (entre otras cosas) en la carga de dos botes salvavidas en estribor para satisfacer las reglas de seguridad del Titanic. Cuando el Titanic partió desde Southampton al mediodía, Lowe estaba en el puente de mando dando mensajes a varias partes del barco.

## Hundimiento delTitanic
El 14 de abril de 1912, la noche del hundimiento, Lowe había sido reemplazado por el sexto oficial James Paul Moody y estaba durmiendo en su camarote cuando el Titanic chocó contra un iceberg a las 11:40 PM. Lowe permaneció dormido y no se dio cuenta de lo que había sucedido hasta media hora pasada del choque, por lo que luego explicó "Nosotros, los oficiales no tenemos mucho tiempo para dormir, por eso es que cuando lo hacemos, morimos". Finalmente, cuando Lowe despertó y se enteró de lo que estaba pasando, se vistió inmediatamente, tomó su revólver y se puso a trabajar. El Tercer Oficial, Herbert Pitman, lo puso a cargo del descenso del bote salvavidas número 5. Mientras bajaba al bote, Lowe tuvo un encontronazo con el dueño de la White Star, Joseph Bruce Ismay quien lo exhortó a apresurarse en sus tareas. Ismay le dijo "Si quieres irte al infierno hazlo pero yo haré algo", a lo que Lowe respondió "¿Quiere que lo baje rápidamente? ¡Ahogaré a muchos de ellos!".
Alrededor de la 1:30 a. m., Lowe tuvo una charla con el sexto oficial James Moody, mientras estaban echando al mar los botes 14 y 16, pensando que ese grupo de botes necesitaban tener un oficial con ellos. Moody convenció a Lowe de tomar el mando del número 14 y que él (Moody) luego tomaría el mando del otro. En esos minutos, el bote 14 ya había sido echado al agua. Las cosas se empezaban a complicar y la gente estaba muy nerviosa. Por lo que mientras el bote 14 descendía, Lowe, quien estaba al mando, disparó tres veces con su revólver para tratar de alejar a un grupo de hombres que intentaban entrar al bote salvavidas desde el barco.
Luego de alcanzar el agua con el bote, Lowe ordenó alejarse 150 yardas del Titanic para evitar la succión. Varias veces, Lowe intentó regresar con el bote luego de que el barco se hundiera, pero tuvo mucho miedo de que la gente enloquecida hundiera al pequeño salvavidas, por lo que esperó a que se terminaran los gritos para poder volver. Cuando finalmente decidió regresar para recoger sobrevivientes, solo recogió a cuatro hombres, a lo que respondió "hemos esperado demasiado", uno de los cuales murió más tarde esa noche. El bote de Lowe fue el único en regresar para salvar sobrevivientes. Además fue el único oficial en hacer uso del mástil y de las velas, apoyándose en una suave brisa que empezó a soplar cerca del amanecer. También siguió con su búsqueda de sobrevivientes por mucho tiempo. Lowe y su grupo de sobrevivientes en la embarcación fueron rescatados la mañana siguiente por el RMS Carpathia. Lowe fue fotografiado por un pasajero del Carpathia en el que se lo ve en el mástil del buque. Luego, Lowe permaneció largo tiempo en el bote salvavidas hasta dejarlo todo en orden.

## Investigaciones
Los sobrevivientes del Titanic llegaron a Nueva York el 18 de abril. Lowe fue llamado a ser interrogado rápidamente por la investigación estadounidense del hundimiento. El 2 de mayo, Lowe abordó el Adriatic para retornar a Inglaterra donde también testificó en las investigaciones británicas del hundimiento. También, su testimonio frente al Senado estadounidense fue directo y hasta en un punto irrespetuoso. Cuando se le preguntó de que estaba compuesto un iceberg, Lowe contestó "Supongo que de hielo, señor". También fue acusado de racismo y tuvo que pedir perdón dos veces cuando usó la palabra "italiano" en sinónimo de "cobarde".

## Su vida después del desastre
Luego de retornar al Reino Unido, Lowe se casó con Ellen Marion Whitehouse, en septiembre de 1913. Luego, tuvieron dos hijos, Florence Josephine Edge Lowe y Harold William George Lowe. Durante la Primera Guerra Mundial, Lowe sirvió en la reserva de la Royal Naval Reserve y consiguió el grado de comandante, antes de irse a Deganwy, Gales, Reino Unido, con su familia y retirarse. Murió de hipertensión el 12 de mayo de 1944 a los 61 años y fue enterrado en la iglesia Llandrillo-yn-Rhos en Rhos-on-sea, Gales del Norte.

## Legado
En la película Titanic de 1997, Lowe fue interpretado por el actor galés Ioan Gruffudd.
En 2004, se subastó por 51000 libras el menú de la primera comida servida a bordo del Titanic, que había sido enviado por Lowe a su prometida cuando el barco atracó en Irlanda, batiendo un récord de precio pagado por un objeto relacionado con el Titanic subastado hasta ese momento.